# The Full Blooded Italians
La Full Blooded Italians, nota anche con l'acronimo F.B.I., è stata una stable di wrestling attiva nella Extreme Championship Wrestling, nella World Wrestling Entertainment e nella Total Nonstop Action in quattro diversi periodi tra gli anni novanta e duemila.
I membri del gruppo interpretavano la gimmick di teppisti italoamericani.

## Membri
| #  | Federazione                    | Anni      | Membri |
| -- | ------------------------------ | --------- | --- |
| 1ª | Extreme Championship Wrestling | 1996–1997 | Big Guido, Davey Piezono, Little Guido, Salvatore Bellomo, Tommy Rich, Tony Mamaluke e Tracy Smothers, Big Sal Graziano, J.T. Smith, One Man Gang |
| 2ª | World Wrestling Entertainment  | 2003–2004 | Chuck Palumbo, Johnny Stamboli e Nunzio |
| 3ª | World Wrestling Entertainment  | 2005–2006 | Big Guido, Nunzio e Tony Mamaluke |
| 4ª | Total Nonstop Action           | 2009–2010 | Little Guido, Tony Mamaluke e Tracy Smothers |

## Titoli e riconoscimenti
- Extreme Championship Wrestling

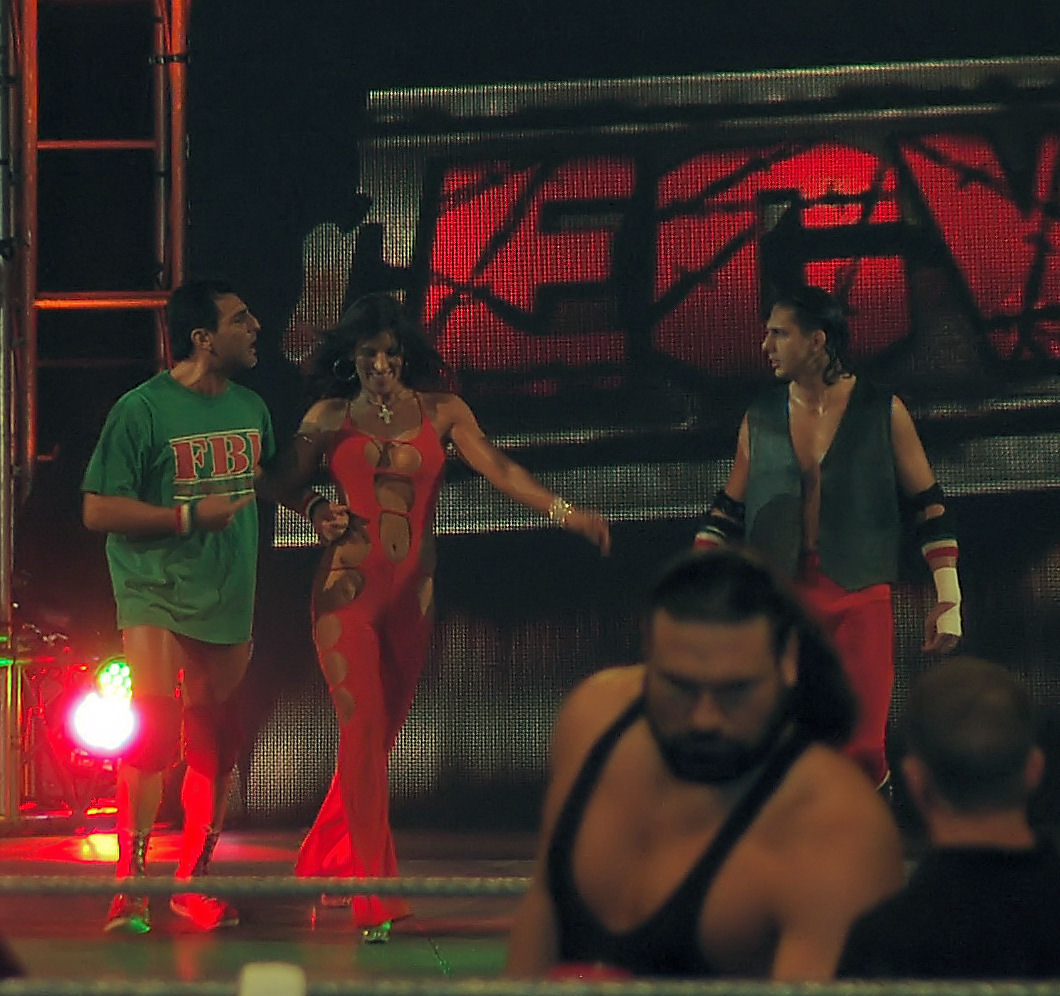
Gli F.B.I. nel 2005

  - ECW World Tag Team Championship (2) – Little Guido e Tracy Smothers (1) e Little Guido e Tony Mamaluke (1)